# Droga krajowa B16a (Niemcy)
Droga krajowa 16a (niem. Bundesstraße 16a, B 16a) – niemiecka droga krajowa przebiegająca  na osi wschód zachód i stanowi połączenie centrum Ingolstadt z drogą B16 koło Münchsmünster w Bawarii.

## Miejscowości leżące przy B16a
Ingolstadt, Großmehring, Menning, Vohburg an der Donau, Münchsmünster.

## Opis trasy
Droga rozpoczyna swój bieg na skrzyżowaniu z B16 na południe od Münchsmünster. Stąd droga zmierza na północny zachód w kierunku Vohburg an der Donau. Tutaj droga przekracza Dunaj i kierując się na zachód w kierunku Ingolstadt stanowi obwodnicę Menningu, Großmehringu by przez dzielnice Mailing wjechać od wschodu do miasta.